# Thomas Brisbane
Thomas Makdougall Brisbane (Largs, 23 de julho de 1773 — Largs, 21 de janeiro de 1860) foi um oficial, administrador e astrônomo do Exército britânico. Por recomendação do duque de Wellington, com quem serviu, foi nomeado governador de Nova Gales do Sul de 1821 a 1825.
Astrônomo experiente, ele construiu o segundo observatório da colônia e incentivou o treinamento científico e agrícola.

## Família
Ele era o filho mais velho de Thomas Brisbane († 1812), senhorio de Brisbane perto de Largs em Ayrshire, e Eleanora Bruce, filha de Sir William Bruce, 4º Baronete.
Em novembro de 1819 casou-se com Anna Maria Makdougall, filha única de Sir Henry Hay-Makdougall, 4º Baronete. Quando seu sogro morreu em 1825, Brisbane acrescentou o nome de sua família de "Brisbane" a "Makdougall-Brisbane" como seu herdeiro. De seu casamento, ele teve duas filhas e dois filhos, que morreram sem filhos antes dele.

## Treinamento
Ele foi criado por professores particulares e estudou na Universidade de Edimburgo, onde se formou em astronomia e matemática, entre outras coisas. Ele se formou com doutorado em direito (DLL).

## Serviço no exército
Em 1789 ele ingressou no Exército Britânico como oficial, serviu na Irlanda, Flandres, Índias Ocidentais, Espanha, sul da França e América do Norte e ascendeu ao posto de tenente-general.

## Tempo como governador
De 4 de dezembro de 1821 a 1 de dezembro de 1825, Brisbane foi governador de Nova Gales do Sul. Durante este período, o rio Brisbane (1823) e a cidade de Brisbane (1824) foram nomeados em sua homenagem. 
Brisbane estava fazendo um trabalho útil, mas ele não podia escapar dos efeitos das constantes lutas de facções que também atormentavam os governadores anteriores. Henry G. Douglass, cirurgião-assistente, foi o centro de um dos amargos conflitos. Consequentemente, acusações de vários tipos contra Brisbane foram enviadas para a Inglaterra. O pior delas, é que ele tinha consentido no envio de mulheres condenadas para Emu Plains para fins imorais, foi investigado por William Stewart, o vice-governador, John Stephen, juiz assistente, e o Rev. William Cowper, capelão assistente sênior, e considerado sem o menor fundamento.
Brisbane descobriu que Frederick Goulburn, o secretário colonial, vinha ocultando documentos dele e respondendo a alguns sem referência ao governador, e em 1824 relatou sua conduta a Lord Bathurst. Em resposta, Bathurst chamou de volta o governador e o secretário colonial em despachos datados de 29 de dezembro de 1824.
Como governador desde 1821 ele era competente, mas problemas com sua administração, o tornaram grato por retornar ao seu observatório em 1825.

## Conquistas na astronomia
Astronomia era um dos principais interesses de Brisbane. Ele estabeleceu um observatório em Ayrshire em 1808. A partir daqui foi possível contribuir para o progresso no campo da navegação que ocorreu ao longo dos próximos cem anos. Quando foi nomeado governador, ele levou todos os seus instrumentos e os dois astrônomos Karl Rümker e James Dunlop com ele para New South Wales. Isso permitiu que ele dedicasse mais tempo às observações astronômicas durante o tempo em que o governador Lachlan Macquarie ainda estava no cargo. Ele também fundou o primeiro observatório australiano bem equipado em Parramatta, a oeste de Sydney, em 1822. Em 1828 a Medalha de ouro concedida pela Royal Astronomical Society. Em 1835, ele publicou o Catálogo de Brisbane, um catálogo de estrelas que registrou 7 385 estrelas no hemisfério sul. O observatório Parramatta funcionou até 1855.

## Morte
Ele morreu em 21 de janeiro de 1860 em sua propriedade de Largs. Ele foi enterrado no mausoléu da família. Como não deixou descendentes, seu título de baronete expirou com sua morte.

## Condecorações
- 1828: Medalha de Ouro da Royal Astronomical Society[5]
- 1831: Cavaleiro da Grande Cruz da Real Ordem Guélfica
- 1848: Medalha Keith da Sociedade Real de Edimburgo

## Epônimos
- Cratera lunar Brisbane.
- Brisbane, capital do estado de Queensland, Austrália